# Piper perstrigosum
Piper perstrigosum är en pepparväxtart som beskrevs av Truman George Yuncker. Piper perstrigosum ingår i släktet Piper och familjen pepparväxter. Inga underarter finns listade i Catalogue of Life.